# Tamil medio
El tamil medio es la forma del idioma tamil que existió entre los siglos VIII y XV. El desarrollo del tamil antiguo al tamil medio, que generalmente se considera completado en el siglo VIII, se caracterizó por una serie de cambios fonológicos y gramaticales a pesar de mantener la continuidad gramatical y estructural con la forma anterior del idioma. En términos fonológicos, los cambios más importantes fueron la virtual desaparición del aytam (ஃ), un fonema antiguo, la fusión de las nasales alveolar y dental, y la transformación de la oclusiva alveolar en una consonante rótica.
En gramática, el cambio más importante fue la aparición del tiempo presente. El tiempo presente evolucionó a partir del verbo kil ( கில் ), que significa "ser posible" o "suceder". En tamil antiguo, este verbo se usaba como marcador de aspecto para indicar que una acción era microdurativa, no sostenida o no duradera, generalmente en combinación con un marcador de tiempo como ṉ ( ன் ). En tamil medio, este uso evolucionó hasta convertirse en un marcador de tiempo presente, kiṉṟa ( கின்ற ), que combinaba el aspecto antiguo y los marcadores de tiempo.
El tamil medio temprano es el antepasado de los idiomas tamil moderno y malayalam. Ambos idiomas comparten múltiples innovaciones comunes que datan de este período. Por ejemplo, el tamil antiguo carece de los pronombres de primera y segunda persona del plural con la terminación kaḷ. Es en la etapa tamil media temprana cuando kaḷ aparece por primera vez:
| Idioma        | Pronombres plurales         |
| ------------- | --------------------------- |
| Antiguo tamil | yām, nām, nīr, nīyir        |
| Tamil medio   | nānkaḷ, nām, nīnkaḷ, enkaḷ  |
| Malayalam     | ñaṅṅaḷ, nām, niṅṅaḷ, nammaḷ |

De hecho, la mayoría de las características de la morfología malayalam se derivan de una forma de habla correspondiente al tamil medio temprano.
Desde el período de la dinastía Pallava en adelante, varios préstamos sánscritos pasaron al tamil, particularmente en relación con conceptos políticos, religiosos y filosóficos. El sánscrito también influyó en la gramática tamil, en el mayor uso de casos y en la disminución de los sustantivos que se convierten en adjuntos de los verbos, y la fonología.
Las formas de escritura en tamil se han desarrollado a lo largo de los años. La escritura tamil también cambió en el período del tamil medio. Tamil Brahmi y Vaṭṭeḻuttu , en los que evolucionó, fueron las escrituras principales utilizadas en las inscripciones en tamil antiguo. Sin embargo, a partir del siglo VIII, los Pallavas comenzaron a utilizar una nueva escritura, derivada de la escritura Pallava Grantha que se utilizaba para escribir sánscrito, que finalmente reemplazó al Vaṭṭeḻuttu.
El tamil medio está atestiguado en muchas inscripciones y en un importante cuerpo de literatura secular y religiosa. Estos incluyen los poemas y canciones religiosos de los poetas bhakti, como los versos de Tēvāram sobre el Shaivismo y Nālāyira Tivya Pirapantam sobre el vaisnavismo, y adaptaciones de leyendas religiosas como el Ramayana del siglo XII compuesto por Kamban y el Historia de 63 devotos shaivitas conocidos como Periyapurāṇam. Iraiyaṉār Akapporuḷ, uno de los primeros tratados sobre poética del amor, y Naṉṉūl, una gramática del siglo XII que se convirtió en la gramática estándar del tamil literario, también son del período tamil medio. A pesar de la cantidad significativa de cambios gramaticales y sintácticos entre el antiguo tamil, medio y moderno, el tamil demuestra continuidad gramatical en estas etapas: muchas características de las últimas etapas de la lengua tienen sus raíces en rasgos del tamil antiguo.
Hay un dicho famoso

திருவாசகத்துக்கு உருகார் ஒரு வாசகத்திற்கும் உருகார்
(tiruvācakattukku urukār ǒru vācakattiṛkum urukār)

traduciéndose como 'Aquel cuyo corazón no es derretido por Thiruvasagam no puede ser derretido por ningún otro vasagam dicho'. El Thiruvasagam fue compuesto por Manikkavasagar.